# Gára
Gára (我愛羅; Hepburn: Gaara) egy kitalált szereplő Kisimoto Maszasi Naruto című manga- és animesorozatában. Kisimoto Gaarát a sorozat címszereplőjének, Uzumaki Narutónak a kontrasztjaként alkotta meg. Mindkét szereplő hasonló körülmények között született, de merőben különböző személyiség fejlődött ki bennük igencsak zaklatott gyermekkoruk során. A kezdetben negatív szereplőként bemutatott Gára és riválisa, Naruto között idővel baráti kapcsolat alakul ki, mint rokonlelkek között.
A manga és az anime történetében Gára egy Homokrejtek falujából származó nindzsa, a falu vezetőjének, a negyedik kazekagénak a fia. Apja élő fegyverré akarta változtatni fiát, ezért még annak megszületése előtt egy farkas démont ültetett belé. Emiatt a falu lakosai kiközösítették a fiatal fiút. Gára az őt ért megaláztatások miatt könyörtelen gyilkossá vált, aki minden lelkifurdalás nélkül képes lemészárolni bárkit. Még bátyját, Kankurót és nővérét, Temarit is mélyen lenézi és megveti. A Narutóval való küzdelme megváltoztatja ezeket a nézeteit, és egyre inkább hajlandó lesz másokat is támogatni a Narutóval való versengése érdekében. A sorozat Második részében Gára már mint Homokrejtek ötödik kazekagéja szerepel. Gára a Naruto-sorozathoz kapcsolódó és annak részét képező második és hatodik animációs filmben, a harmadik OVA-epizódban valamint több videójátékban is szerepelt.
Gaarát több dicsérő és negatív kritika is érte a mangákkal és animékkel foglalkozó média részéről. Az IGN ismertetője szerint Naruto és Gára megmérettetése érzelmileg gazdag és egyben hátborzongató. Az Anime News Network ugyanezt a csatát az egész sorozat tetőpontjának nevezte. A Naruto olvasói között Gára igen sikeres szereplőnek számít, és több népszerűségi szavazáson is előkelő helyen végzett. Ennek köszönhetően számos őt mintázó reklámtermék készült, köztük plüssfigurák és kulcstartók is.

## A szereplő megalkotása és az alapelgondolás
A Naruto megalkotója, Kisimoto Maszasi Gaarát a sorozat főhősének, Uzumaki Narutónak az ellenpárjaként alkotta meg. Gaara Narutóéhoz igen hasonló előtörténettel rendelkezik: a korabeli gyerekek és falujának minden lakosa hátat fordított neki, mivel egy farkas démon, Sukaku lakott a testében. Gaara ebből, a főhőséhez hasonló kiközösített helyzetből való továbbformálása egy magányos, szadista szereplővé azt a célt szolgálta, hogy szimpátiát váltson ki számára az olvasókból. Míg Narutóból egy vidám bajkeverő lett, addig Gaara egy keserűbb útra tévedt.
Gaara és testvéreinek megrajzolása nehézséget okozott Kisimoto számára a heti határidők miatt, így az Első rész vége felé jóval egyszerűbb öltözéket adott a szereplőknek. Amellett, hogy ezek megrajzolása kevesebb időt emésztett fel, Kisimoto Gaara és Naruto kapcsolatának változását is ki akarta hangsúlyozni ezzel. Gaara új öltözékekhez az író egyik kedvenc filmjéből, a Mátrixból merített ötletet, és saját bevallása szerint a testvérek új megjelenése közül Gaaráéval van a legjobban megelégedve.

## A szereplő ismertetése

### Háttere
Gaara múltjára elsősorban visszaemlékezésekből derül fény a Naruto tizenötödik kötetében. Még Gaara megszületése előtt, mikor még Gaara anyja méhében volt, édesapja az egyfarkú Sukakut (一尾の守鶴), egy mosómedve démont zárt a fia testébe, mely különleges képességekkel ruházta fel őt. A falu negyedik kazekagéja, Gaara édesapja és Homokrejtek elöljárói élő fegyverként akarták használni a fiút. Gaarát fiatal korában apja edzette és készítette fel arra, hogy uralkodni tudja a Shukaku által kölcsönzött erejét. Ennek ellenére Homokrejtek lakói kiközösítették Gaarát, akit szörnynek tekintettek amiért egy démon lakik a testében. Shukaku alkalmanként Gaara akarata ellenére magától képes volt irányítani a homokot és bántani a falusiakat. Ezek a támadások végül meggyőzték Gaara apját, hogy kísérlete kudarcba fulladt és elrendelte Gaara meggyilkolását. Az erre irányuló kísérletek azonban sorra elbuktak, mivel Shukaku megvédte Gaarát minden sérüléstől és meggyilkolta a támadóit is. Mivel végül saját családja is ellen fordult, Gaarában az a meggyőződés alakult ki, hogy csak saját magában és Shukakuban bízhat, és hogy másokat kell legyilkolnia ahhoz, hogy saját létezésének a jogosultságát bizonyíthassa.

### Kapcsolatai és személyisége

Gaara homlokán látható tetoválás. A kandzsi írásjegy jelentése „szeretet” (愛, ai), szimbolizálja, hogy „egy démon csak önmagát szereti”.

Gaara szinte ösztönös hajlama a gyilkolásra személyiségének legfőbb meghatározó eleme a sorozat kezdetén. Bemutatása alkalmával az éves nindzsavizsgán, Gaara kevéssé érdeklődik maga a vizsga iránt, és inkább azt keresi, hogy kivel végezhetne aki elköveti azt a végzetes hibát, hogy megsérti őt. Ahogy a vizsgán egyre erősebb ellenfelekkel találja szembe magát, Gaarának egyre inkább az lesz a meggyőzőse, hogy mindenkivel végeznie kell maga körül aki erősebb nála, mivel azok veszélyeztethetik a vizsgáját.
Gaara a vizsgák előrehaladtával Uzumaki Narutóval is megismerkedik. Mivel méltó ellenfelet lát benne, Gaara úgy kényszeríti harcra Narutót, hogy megfenyegeti, hogy megöli egyik barátját. A kettejük harcát annak az eldöntésére használja, hogy megtudja melyiküknek van igaza: neki, aki csakis önmagáért harcol, vagy pedig Narutónak, aki barátaiért teszi ugyanezt. Naruto végül legyőzi Gaarát, aki így belátja, hogy a másokért való küzdelem jóval nagyobb erővel ruházza fel az embert. Megpróbálja jóvá tenni a múltban elkövetett hibáit, bocsánatot kér azoktól akiket megsebesített és a családjával való viszonyát is rendezni szeretné. Innentől kezdve Gaara alapvető jellemvonásává válik, hogy megpróbál annyi embert megvédeni, amennyit csak tud, hogy ez által megtalálja a valódi erőt magában. Ez végül odva vezet, hogy a sorozat Második részében – mivel apját az Első részben megölte Orocsimaru – átveszi Homokrejtek vezetői pozícióját, és kijelenti, hogy egyetlen vágya, hogy akár életét is feláldozhassa a falu lakóinak védelmében, tekintet nélkül arra, hogy azok mit gondolnak róla.

### A sorozatban való szereplésének áttekintése
Gaara első alkalommal akkor tűnik fel a sorozatba mikor rivális falujába, Avarrejtekbe érkezik, hogy részt vegyen az évente kétszer esedékes nagy csúnin-választó vizsgán, melyen azok a nindzsák vesznek részt, akik szeretnének magasabb rangot szerezni. Valódi küldetése azonban az, hogy készítse elő Homokrejtek és szövetségese, Hangrejtek készülő invázióját. Azonban a vizsga alatt sérülést szenved Ucsiha Szaszukétől, és így nem tud részt venni az invázióban. A támadás Gaara nélkül folytatódik ő maga pedig elszökik Avarrejtekből, Uzumaki Naruto azonban a nyomába ered és párharcban legyőzi. Gaara távollétében Homokrejtek elveszíti a csatát és a két falu békeszerződést ír alá. Később Homokrejtek Gaarát küldi, hogy akadályozza meg Szaszukét, hogy csatlakozzon Hangrejtekhez, mely időközben Avarrejtek és Homokrejtek halálos ellenfelévé vált. Bár a küldetés során képes megvédeni Avarrejtek nindzsáit Hangrejtek ellenséges erőitől, Kimimaróval kerül szembe, akit csak betegsége miatt volt képes legyőzni, Szaszukét nem tudja megakadályozni a szökésben.
A sorozat Második részében, két és fél évvel azután, hogy Sasuke elhagyta Avarrejteket, Gaara már Homokrejtek kazekagéja. Deidara és Szaszori, az Akacuki nevű bűnszervezet tagjai azzal a céllal érkeznek Homokrejtekbe, hogy fogságba ejtsék Gaarát. Deidarának végül egy csellel és a Homokrejtek elpusztításával való fenyegetéssel sikerül harcképtelenné tennie őt. Gaarát az Akacuki rejtekhelyére viszik, ahol a szervezet tagjai kivonják a testéből a Shukakut. Gaara belehal az eljárásba, de Homokrejtek egyik idős nindzsája, Csijo feladja saját életét, hogy Gaarának visszaadja az övét, hogy tovább védelmezhesse faluját.
Később az öt kage találkozóján láthatjuk újra, ahol a Raikagétól veszi át Danzoút meggyilkolni szándékozó Szaszukéval való harcát. Miután Ucsiha Madara hadat üzen és felfedi célját, az utolsó két dzsincsúriki elfogását, Gaara úgy dönt, hogy megvédi Narutót. A negyedik nagy nindzsaháborúban Gaarát választják az Egyesített Shinobi Haderő élére, a harcok során a Kabuto által feltámasztott apjával, a negyedik kazekagéval kerül szembe, aki megdöbben, hogy Gaara falujának szeretett és tisztelt vezetője és már nem a Shukaku irányítja őt. Gaara megtudja apjától, hogy az édesanyja valójában szerette őt és tőle kapta a homok feletti képességeit.

### Képességei és készségei

Gaara homokpajzsa megvédte őt a szenbontűktől

A testébe zárt Shukakunak köszönhetően, Gaara képes irányítani a homokot. Hogy ez az anyag mindig rendelkezésére álljon, Gaara a hátára szíjazott lopótökben tárol belőle egy nagyobb adagot. Támadáskor Gaara az ellenfelét a homokba zárja majd pedig összepréseli. Mikor őt éri támadás, egy homokpajzs (砂の盾; szuna no tate) automatikusan kivédi azt. Ez a reflex Shukakunak köszönhető. Gaara elővigyázatosságból egy védő homokréteggel is képes bevonni a bőrét. Ez a homokpáncél (砂の鎧; szuna no joroi).
Akárcsak a többi gazda, akik farkas démont hordoznak magukban, Gaara is képes előhívni ezt a démont magából. Azzal, hogy testét homokkal borítja be, Gaara képes felvennie Shukaku egy kicsinyített változatának az alakját, ezzel megnövelve saját gyorsaságát és testi erejét is. Ezalatt Shukaku befolyása is megnő Gaara tudata felett és fiú sokkal erőszakosabbá és vérszomjasabbá válik. Miután teljesen felvette Shukaku alakját, Gaara teljesen át is tudja engedni annak az irányítást azzal, hogy ő maga álomba merül. Shukaku így teljes befolyással bír saját másolata felett és teljes erejét bevetheti egészen addig, amíg Gaara alszik.
Bár az Akachuki eltávolította a Shukakut Gaara testéből, a homok felett gyakorolt képességei megmaradtak. Később, feltámasztott apjával való találkozása közben kiderült, hogy erejét nem Shukakutól, hanem édesanyjától kapta.

## Megjelenése a manga- és animesorozaton kívül
Gaara több helyen is feltűnt az eredeti manga- és animesorozaton kívül. Szereplője a sorozathoz kapcsolódó második, Daigekitocu! Maborosi no Csiteiiszeki Dattebajo című filmnek, melyben a Szél földjét védelmezi Haido támadása ellen és szembeszáll annak egyik harcosával, Rankéval is. Gaara szintén feltűnik a Naruto harmadik OVA-epizódjában is, melyben a sorozat számos szereplőjéhez hasonlóan ő is egy bajnokságon vesz részt. Szerepel a Naruto sippuden harmadik, Gekidzsóban NARUTO sippuden hi no isi o cugu mono című filmjében, mint a kazekage. A sorozat alapján készült videójátékok közül Gaara többnek is választható karaktere, így szereplője a Clash of Ninja-sorozatnak és a Ultimate Ninja-sorozatnak is. Néhány játékban Gaara képes Shukaku-alakban küzdeni és több olyan mozdulattal is rendelkezik, mely a mangában és animében nem volt látható. A Naruto Shippūden: Gekitou Ninja Taisen EX az első olyan játék, melyben Gaara a Második részben kapott új külsejével szerepel.
A Raruto című spanyol webképregény Rata del Desierto (A Sivatag Patkánya) nevű szereplője Gara paródiája.

## Kritikák és a szereplő megítélése
Gaara a hivatalos népszerűségi szavazások alkalmával mindig bekerült az első tíz legnépszerűbb szereplő közé. Az utolsó, 2006-os szavazáson a hetedik helyen végzett. Számos Gaarát mintázó reklámtermék és játék készült, köztük kulcstartók, plüssfigurák valamint egy korlátozott számban gyártott figura is.
Számos, a mangákkal, animékkel, videójátékokkal és egyéb kapcsolódó ágazatokkal foglalkozó média illette pozitív, illetve negatív kritikával a szereplőt. Az IGN Gaarát egy „anti-Narutóként” jellemezte, egy „sötét és komoly szereplőként” mely tökéletes ellentéte a címszereplő örökmozgó és vidám személyiségének. Egy másik ismertetőjében az IGN Gaara hátterét „érzelmekben gazdagnak” és ezzel együtt „hátborzongatónak” nevezte. Az Anime News Network dicsérően írt a Naruto és Gaara közötti „mély és emocionális” hasonlóságról mely fontos eleme volt a történetnek és véleménye szerint „a Naruto egész megjelenése során, soha nem ragyogott olyan fényesen, mint a Gára elleni harcok sötét fejezeteiben”. Szintén pozitívan ítélték meg Gaara megjelenését a mangában, ahogyan Kisimoto „Gaara vérfagyasztóan őrült pillanatait” ábrázolta. Dicsérő kritikával illették Liam O’Brien, Gaara angol szinkronhangjának munkáját is. Az IGN véleménye szerint „kiváló munkát végzett” és neki köszönhetően Gaara szinte megrémíti a nézőt. Az Anime News Network a sorozat egyik legjobb szinkronszínészének nevezte őt.